# Brüll Móric
Brüll Móric (19. század) ötvös.
Az 1840-es években Aradon élt. Az 1842-iki első pesti iparmű kiállításon olyan aranygyűrűt állított ki, mely egy másik gyűrűt rejtett magában és érte dicsérő oklevelet kapott. 1846-ban ismét részt vett néhány munkájával a pesti iparkiállításon.